# YBM ECC
YBM ECC는 1992년에 창립된 영어 전문 어학원이다. 영어 유치부, 초등 영어, 중등 영어 등을 전문으로 가르친다.
등급
English World
English Playground
English Carnival
English Odesay

## 연혁
- 1992년 YBM ECC 개원
- 1996년 영어 유치부 사업 시작

## 같이 보기
- YBM시사